# هيرويوكي سوزوكي (ترفيهي)
هيرويوكي سوزوكي (باليابانية: 鈴木裕之（Yo-yo performer）؛ بالكانا: すずき ひろゆき) هو ترفيهي ياباني، ولد في 23 يونيو 1989 في آيتشي في اليابان.

## وصلات خارجية
- الموقع الرسمي